# Jocotenango
Jocotenango est une ville du Guatemala située dans le département de Sacatepéquez.